# Haije Sybesma
Haije Sybesma (ook wel geschreven als Haye Sybesma) (30 april 1938 – 13 januari 2018) was een Nederlands politicus. Hij was lid van de ARP, en na 1980 van het CDA.

## Leven en werk
Mr. Sybesma was zoon van een keurmeester en groeide op in Murmerwoude. Hij studeerde rechten aan de Vrije Universiteit Amsterdam. Na zijn studie koos hij voor een ambtelijke loopbaan. Hij werkte bij de ministeries van Onderwijs, Kunsten en Wetenschappen en Cultuur, Recreatie en Maatschappelijk Werk en bij de gemeente Rotterdam. Daarna verlegde hij zijn loopbaan naar het openbaar bestuur. Hij werd in 1969 benoemd tot burgemeester van het Groningse Zuidhorn. In 1976 werd hij benoemd tot burgemeester van het Friese Dokkum en na de samenvoeging van de gemeenten Dokkum, Oostdongeradeel en Westdongeradeel in 1984 was hij tot 1999 burgemeester van de nieuwe gemeente Dongeradeel. Per 1 januari 2000 werd Sybesma waarnemend burgemeester van de gemeente Kampen tot deze gemeente per 1 januari 2001 fuseerde met de gemeente IJsselmuiden. Van november 2003 tot juli 2004 was Sybesma waarnemend burgemeester van Schiermonnikoog.